# Бланчард, Мари
Мари́ Бла́нчард (англ. Mari Blanchard, 13 апреля 1927 или 13 апреля 1923, Лонг-Бич, Калифорния — 10 мая 1970, Вудленд-Хиллз, Калифорния) — американская актриса кино и телевидения, более всего известная по фильмам 1950—1960-х годов.
Среди наиболее заметных фильмов Бланчард — «Неизвестный человек» (1951), «Без лишних вопросов» (1951), «Десять высоких мужчин» (1951), «Эбботт и Костелло отправляются на Марс» (1953), «Заместитель шерифа Дестри» (1954), «В Ларамию по рельсам» (1954), «Сын Синдбада» (1955), «Паутина преступления» (1955), «Дьяволица» (1957) и «Три страшных рассказа» (1963).

## Ранние годы жизни и начало карьеры
Мари Бланчард родилась 13 апреля 1923 (по другим сведениям — 1927) года в Лонг-Бич, Калифорния. Её отец был в разное время занят в нефтедобыче и горнодобывающей промышленности, а мать была психотерапевтом.
В детстве Мари серьёзно занималась танцами, однако в 1936 году заболела полиомиелитом, что положило конец её мечтам стать танцовщицей. Мать организовала для неё специальный курс лечения, включавший ежедневные сеансы гимнастики и занятия плаванием. В итоге уже три года спустя Мари снова могла ходить.
В возрасте 17 лет Мари сбежала из дома, вступив в цирк братьев Коул, где ездила на слонах и выступала на трапеции, однако мать нашла её и вернула домой.
В 1940-е годы по настоянию родителей Мари поступила в Университет Южной Калифорнии, где изучала международное право, уйдя незадолго до получения диплома. Между занятиями как модель она рекламировала купальники, а затем отправилась в Нью-Йорк на поиски работы в сфере международного бизнеса.
В 1948 году в Нью-Йорке Мари подписала договор с ведущим модельным агентством Коновера, проработав моделью в течение двух лет. В 1950 году Бланчард снялась в рекламе фирмы «Кодак». Увидев её фото в журнале The Hollywood Reporter, руководство кинокомпании Paramount Pictures в том же году подписало с ней контракт.

## Карьера в кинематографе
После подписания контракта Бланчард поработала на Paramount более года, получая только эпизодические роли. В декабре 1952 года она вспоминала: «Ниже было опускаться уже некуда, и тогда Paramount меня отпустил. Я благодарна студии за обучение, но каждая роль оказывалась для меня либо слишком большой, либо слишком маленькой. Я уже была готова уехать в Нью-Йорк и вернуться к работе модели, если бы не мой агент. Он не давал мне разочароваться. Я думаю, что девушка до 35 лет должна использовать своё лицо и фигуру, и я хотела использовать оставшиеся годы конструктивно».
Начиная с 1951 года, Бланчард стала получать много небольших ролей в фильмах различных студий. В частности, она сыграла небольшие роли второго плана в двух фильмах нуар на студии Metro-Goldwyn-Mayer. Сначала был фильм «Неизвестный человек» (1951), который рассказывал о добропорядочном адвокате (Уолтер Пиджон) в коррумпированном городе, который сознательно жертвует своей жизнью, расплачиваясь за собственную профессиональную ошибку. Затем последовала картина «Без лишних вопросов» (1951), где молодой юрист (Барри Салливан) ради быстрого обогащения втягивается в тёмные махинации со страховками, заключая сделки с ворами «без лишних вопросов», что, в конце концов, приводит к его падению, когда преступные дельцы решают от него избавиться. В этой картине Бланчард сыграла роль привлекательной подружки одного из гангстеров. В том же году на студии RKO Pictures он сыграла роль второго плана в вестерне «Телеграф» (1951) с Тимом Холтом в главной роли, а также на студии Columbia Pictures в военном приключенческом экшне «Десять высоких мужчин» (1951) с Бертом Ланкастером в главной роли, где предстала в образе дамы, которая «прогуливается по улице, покручивая зонтиком и соблазнительно улыбаясь членам Иностранного легиона». В целом, по мнению историка кино И. С. Мовиса, «её первый опыт в кино был неудачным, так как большинство её ролей были эпизодическими».
В 1952 году Бланчард подписала контракт со студией Universal-International, где, по словам Мовиса, «её судьба изменилась к лучшему». Её первым фильмом на студии была романтическая комедия о двух солдатах в Японии «Опять на фронте» (1952), где она сыграла главную женскую роль роковой женщины, входящей в банду контрабандистов взрывчатыми веществами.
В приключенческой ленте «Покрова Багдада» (1953) Бланчард сыграла главную женскую роль хорошенькой дочери убитого вождя горных племён Абу Харума, которая работает танцовщицей в кабаре, одновременно разыскивая убийцу своего отца. В это время главный герой истории, благородный разбойник Антар (Виктор Мэтьюр) разъезжает по стране с группой фокусников и борцов, выполняя тайное разведывательное задание султана Османской империи Сулеймана Великолепного, поручившего ему выяснить, почему паша Багдада убил Абу Харума. Как отметил историк кино Хэл Эриксон, в этой картине Бланчард и Мэтьюр, похоже, «соревнуются друг с другом, кто из них лучше выглядит без одежды». Фильм имел успех, обеспечив Бланчард «звёздную зарплату».
Вообще, по мнению Эриксона, «наиболее удачно Бланчард смотрелась в юмористических экзотических ролях, таких как Королева Венеры в фантастической комедии „Эбботт и Костелло отправляются на Марс“ (1953) и арабской принцессы в фильме-сказке „Сын Синдбада“ (1955)».
В 1954 году она сыграла в вестерне «Помощник шерифа Дестри» (1954) с Оди Мёрфи в главной роли. Как пишет Мовис, в этом римейке классического фильма «Дестри снова в седле» (1939) «она сыграла роль Марлен Дитрих, предприняв немалые усилия, чтобы избежать сравнений со знаменитой Дитрих. В частности, она перекрасилась в чёрный цвет, а её имя было изменено с Френчи на Брэнди». На площадке у Бланчард не сложились отношения с режиссёром Джорджем Маршаллом, и кроме того в сцене драки она получила травму носа. Однако, по словам Мовиса, «критика приняла фильм хорошо».
В том же году Бланчард сыграла главные женские роли ещё в двух вестернах — «Каньон чёрной лошади» (1954) с Джоэлом Маккри и «В Ларамию по рельсам» (1954) с Джоном Пейном.
После этого, по словам Мовиса, дела Бланчард «снова пошли на спад». Сопродюсер и звезда фильма «Веракрус» (1954) Берт Ланкастер просил, чтобы её поставили в этом фильме на главную женскую роль, но студия Universal ему отказала. Затем Бланчард потеряла главную роль в картине «Саскачеван» (1954). В июле 1955 года Universal-International отказалась продлить с Бланчард контракт, и она ушла со студии.
В 1955 году Бланчард сыграла главную женскую роль в фильме нуар студии Columbia Pictures «Паутина преступления» (1955). В этой картине она предстала в образе правительственного агента под прикрытием, которая вместе со своим напарником и возлюбленным (Ричард Деннинг) выманивает внешне добропорядочного владельца небольшого ресторана в Лос-Анджелесе (Фрэнк Лавджой) в Германию, чтобы там его арестовать и судить за убийство солдата в военное время. Как отметил Пол Мэвис, создателям фильма «прекрасно удалось придать нуаровую дуалистичность основным персонажам картины, в частности, красавица-агент в исполнении Бланчард предстаёт „бесстыдной и алчной гарпией“».
В 1955 году Бланчард сыграла главные женские роли в фильмах независимой компании Lindsley Parsons Picture Corporation — вестерне «Возвращение Джека Слейда» (1955) и приключенческой мелодраме «Башня жестокости» (1956), а также в вестерне Regal Films «Дилижанс на Фьюри» (1956), который был номинирован на «Оскар» за лучшую операторскую работу. Год спустя в фантастическом хорроре Regal Films «Дьяволица» (1957) Бланчард сыграла главную роль умирающей от туберкулёза пациентки. Доктор колет ей экспериментальное лекарство, в результате чего она быстро выздоравливает, но «превращается в коварную хищницу с ярко выраженными убийственными наклонностями».
В дальнейшем в течение двух лет Бланчард сыграла главные роли в целой серии низкобюджетных независимых фильмов, среди них приключенческая лента «Жара джунглей» (1957), мелодрамы «Мачете» (1957) и «Негде приземлиться» (1958), а также в турецком фильме «Карасу» (1958). В музыкальном фильме «Не трогайте твист» (1962) с участием многих звёзд поп-сцены Бланчард сыграла главную женскую роль дизайнера модной одежды и невесты продюсера телешоу о твисте.
В 1963 году она сыграла в фильме ужасов «Три страшных рассказа» (1963), который поставлен по произведениям Натаниела Готорна. В сегменте фильма под названием «Эксперимент доктора Хайдеггера» она предстала в образе невесты главного героя, которая умерла много лет назад незадолго до их свадьбы и которую он пытается вернуть к жизни с помощью изобретенного им эликсира. Последний раз Бланчард появилась на экране в 1963 году в вестерне «Маклинток!» (1963) с участием Джона Уэйна. Как пишет Эриксон, в этой картине «она сыграла роль одной из двух жительниц городка, которые отказываются дать укрытие Морин О’Харе, которой герой Уэйна собирается устроить публичную трёпку». В 1963 году, после того, как у неё определили рак, Бланчард завершила кинокарьеру.

## Карьера на телевидении
За время своей карьеры на телевидении в период с 1952 по 1968 год Бланчард сыграла в 44 эпизодах 31 различного телесериала, среди них «Витрина вашего ювелира» (1952), «Кульминация» (1955), «Эта великолепная жизнь» (1955), «Миллионер» (1957), «Техасец» (1959), «Шугарфут» (1959), «Стрелок Слейд» (1959), «Сыромятная плеть» (1959—1961), «Истории Уэллс-Фарго» (1960), «Ларами» (1960), «Бронко» (1960), «Гавайский детектив» (1961), «Сансет-стрип, 77» (1961), «Перри Мейсон» (1962), «Правосудие Бёрка» (1965), «Виргинец» (1967) и «Требуется вор» (1968). В 1960 году Бланчард играла постоянную роль хозяйки гостиницы Кейт О’Хары в непродолжительном телесериале-вестерне «Клондайк» (1960, 12 эпизодов). Однако в 1961 году, когда проект сменил формат и был переименован в «Акапулько», она потеряла свою роль.

## Актёрское амплуа и оценка творчества
Историки кино описывают Бланчард как «маленькую, красивую и привлекательную голубоглазую брюнетку (позднее блондинку) с отличной, очень соблазнительной фигурой». Бланчард никогда не училась на актрису или на модель. Как она сама говорила, «большинство мужчин предпочитают смотреть на девушку, а не слушать её». Как отметил Уокер, в 1940-е годы Блэнчард была успешной фотомоделью, которая «благодаря своей красоте естественным образом оказалась в кино».
На протяжении своей карьеры она играла почти исключительно в фильмах категории В. Она концентрировала свои усилия на комедиях и вестернах, но играла и в других киножанрах, в частности, в нескольких фильмах нуар. Красивая, искушённая на вид Бланчард часто играла соблазнительных девушек из гарема и танцовщиц в салунах в вестернах и экзотических истернах 1950-х годов. По словам Уокер, на протяжении своей кинокарьеры «Блэнчард выделялась исполнением ролей плохих девочек и дам с дурной репутацией». По мнению Эриксона, «обладая поразительной, но несколько искусственной красотой, Бланчард была особенно сильна в ролях проституток, разлучниц и других разнообразных злодеек».

## Личная жизнь
В феврале 1960 году Бланчард вышла замуж за наследника нефтяной империи, адвоката из Лос-Анджелеса Риза Хейла Тейлора-младшего, у которого было четыре сына от первого брака. Когда в апреле 1960 года через два месяца после брака Мари объявила, что ожидает ребёнка, он ушёл от неё, так как не хотел больше детей. Вскоре она потеряла ребёнка, а осенью 1961 года они развелись.
В сентябре 1965 года она вышла замуж за Джорджа Шепарда, а в ноябре 1966 года они развелись. В 1966 году она вышла замуж за Винсента Дж. Конти, с которым прожила до своей смерти.
На протяжении своей жизни Бланчард перенесла полиомиелит, перитонит, выкидыш, сломанный нос, а также рак, из-за которого она не могла получить страховку и работать в кино на протяжении семи последних лет жизни.

## Смерть
В 1963 году Бланчард заболела раком, однако затем болезнь отступила, и актриса снова начала сниматься на телевидении.
Однако в 1970 году рак вернулся, и после длительной борьбы с болезнью Мари Блэнчард умерла 10 мая 1970 года в больнице дома деятелей кино в Вудленд-Хиллс, в возрасте 47 лет (по другим сведениям на момент смерти ей было 43 года).

## Фильмография
| Год       |   | Русское название                       | Оригинальное название          | Роль                                 |
| --------- | - | -------------------------------------- | ------------------------------ | ------------------------------------ |
| 1947      | ф | Копакабана                             | Copacabana                     | девушка (в титрах не указана)        |
| 1950      | ф | Мистер Музыка                          | Mr. Music                      | хористка (в титрах не указана)       |
| 1951      | ф | Без лишних вопросов                    | No Questions Asked             | Натали                               |
| 1951      | ф | Десять высоких мужчин                  | Ten Tall Men                   | Мари Делятур                         |
| 1951      | ф | Неизвестный человек                    | The Unknown Man                | Сэлли Тивер                          |
| 1951      | ф | Телеграф                               | Overland Telegraph             | Стелла                               |
| 1951      | ф | На Ривьере                             | On the Riviera                 | Юджини (в титрах не указана)         |
| 1951      | ф | Газетный заголовок                     | Bannerline                     | Элоиз (в титрах не указана)          |
| 1952      | ф | Разбойник                              | The Brigand                    | Дона Долорес Кастро                  |
| 1952      | ф | Опять на фронте                        | Back at the Front              | Нина                                 |
| 1952      | ф | Ради этого стоит жить                  | Something to Live For          | приёмщица шляп (в титрах не указана) |
| 1952      | с | Витрина вашего ювелира                 | Your Jeweler's Showcase        | (1 эпизод)                           |
| 1952      | с | Терри и пираты                         | Your Terry and the Pirates     | Бёрма (1 эпизод)                     |
| 1953      | ф | Эбботт и Костелло отправляются на Марс | Abbott and Costello Go to Mars | Королева Аллура                      |
| 1953      | ф | Покрова Багдада                        | The Veils of Bagdad            | Селима                               |
| 1954      | ф | В Ларамию по рельсам                   | Rails Into Laramie             | Лу Картер                            |
| 1954      | ф | Заместитель шерифа Дестри              | Destry                         | Брэнди                               |
| 1954      | ф | Каньон Чёрная лошадь                   | Black Horse Canyon             | Элдис Спейн                          |
| 1955      | ф | Сын Синдбада                           | Son of Sinbad                  | Кристина                             |
| 1955      | ф | Возвращение Джека Слейда               | The Return of Jack Slade       | Роза Техаса                          |
| 1955      | ф | Паутина преступления                   | The Crooked Web                | Джоуни Дэниел                        |
| 1955      | с | Кульминация                            | Climax!                        | (1 эпизод)                           |
| 1955      | с | Это великолепная жизнь                 | It's a Great Life              | Лоррейн (1 эпизод)                   |
| 1956      | ф | Башня жестокости                       | The Cruel Tower                | Мэри «Бейб» Томпсон                  |
| 1956      | ф | Корзина мексиканских сказок            | Canasta de cuentos mexicanos   | Глэдис Уинтроп                       |
| 1956      | ф | Дилижанс на Фьюри                      | Stagecoach to Fury             | Барбара Дювал                        |
| 1956      | с | Телевизионный театр «Форда»            | The Ford Television Theatre    | Ли Форсит (1 эпизод)                 |
| 1956      | с | Касабланка                             | Casablanca                     | Эльза Норден (1 эпизод)              |
| 1957      | ф | Жара в джунглях                        | Jungle Heat                    | Энн Макрэй                           |
| 1957      | ф | Дьяволица                              | She Devil                      | Кира Зелас                           |
| 1957      | с | Миллионер                              | The Millionaire                | полицейская Лора Хантер (1 эпизод)   |
| 1958      | ф | Негде приземлиться                     | No Place to Land               | Айрис Ли Лавонн                      |
| 1958      | ф | Мачете                                 | Machete                        | Джин Монтойя                         |
| 1958      | ф | Карасу                                 | Karasu                         |                                      |
| 1959      | с | Техасец                                | The Texan                      | Кэтрин Кроуфорд (1 эпизод)           |
| 1959      | с | Не для найма                           | Not for Hire                   | Хелен (1 эпизод)                     |
| 1959      | с | Шугарфут                               | Sugarfoot                      | Эйда Айзекс Менкен (1 эпизод)        |
| 1959      | с | Папа-холостяк                          | Bachelor Father                | Нора Дейли (1 эпизод)                |
| 1959      | с | Стрелок Слейд                          | Shotgun Slade                  | Ханнара (1 эпизод)                   |
| 1959—1961 | с | Сыромятная плеть                       | Rawhide                        | разные роли (2 эпизода)              |
| 1960      | с | Истории Уэллс-Фарго                    | Tales of Wells Fargo           | Китти (1 эпизод)                     |
| 1960      | с | Ларами                                 | Laramie                        | Сэлли (1 эпизод)                     |
| 1960      | с | Мистер Лакки                           | Mr. Lucky                      | мисс Грей (1 эпизод)                 |
| 1960      | с | Бронко                                 | Bronco                         | Лола Дэлзел (1 эпизод)               |
| 1960      | с | Морская охота                          | Sea Hunt                       | Шарлотта Хэнли (1 эпизод)            |
| 1960—1961 | с | Клондайк                               | Klondike                       | Кэти О’Хара (12 эпизодов)            |
| 1961      | с | Ревущие 20-е                           | The Roaring 20's               | Зелда Вэлми (1 эпизод)               |
| 1961      | с | Стрелок                                | The Roaring 20's               | графиня Мария дель Агилар (1 эпизод) |
| 1961      | с | Гавайский детектив                     | Hawaiian Eye                   | Дороти Уинтерс (1 эпизод)            |
| 1961      | с | Сансет-стрип, 77                       | 77 Sunset Strip                | разные роли (2 эпизода)              |
| 1962      | ф | Не трогайте твист                      | Don't Knock the Twist          | Далси Корбин                         |
| 1962      | с | Детективы                              | The Detectives                 | Виола (1 эпизод)                     |
| 1962      | с | Перри Мейсон                           | Perry Mason                    | Айрин Чейз (1 эпизод)                |
| 1963      | ф | Три страшных рассказа                  | Twice-Told Tales               | Сильвия Уорд                         |
| 1963      | ф | Маклинток!                             | McLintock!                     | Камилла Ридботтом                    |
| 1964      | с | Точка разрыва                          | Breaking Point                 | Роуз Синклер (1 эпизод)              |
| 1965      | с | Валентинов день                        | Valentine's Day                | (1 эпизод)                           |
| 1965      | с | Правосудие Бёрка                       | Burke's Law                    | миссис Васкес (1 эпизод)             |
| 1967      | с | Виргинец                               | The Virginian                  | Мэри Култер (1 эпизод)               |
| 1968      | с | Требуется вор                          | It Takes a Thief               | мадам Гамар (1 эпизод)               |